# Alsótábla
Az Alsótábla (még: kamara, képviselőház) a magyar országgyűlés alsóháza a Felsőtábla mellett a kétkamarás rendi országgyűlések időszakában (1608-1848), az 1848-as első népképviseleti országgyűlésig. Az Alsótábla ülésein a köznemesi, papi és polgári rend képviselői üléseztek: a nemesi vármegye választott képviselői, a szabad királyi városok küldöttei és a káptalanok képviselői. Az Alsótábla tehát gyakorlatban a köznemesség és a szabad királyi városok polgárságának  érdekkifejező szerve. Míg a Felsőtábla nagy részét kitevő főnemesek születési jogon lettek tagok, az Alsóházban zömében választással megválasztott küldöttek képviselték választóikat (ezért hívták más szóval képviselőháznak is). A kétkamarás parlamenti rendszerben az Alsótábla által elfogadott törvények a Felsőtábla elé kerültek további megvitatásra és elfogadásra.
Az 1848 előtti magyar rendi országgyűlés két része közül az, melynek tagjai főleg a vármegyéknek és a szabad királyi városoknak, valamint a kapcsolt részeknek (Dalmácia, Horvát-Szlavonország) követeiből kerültek ki.

## Tagjai
Elnöke: a királyi személynök (némely esetben: alnádor v. alországbíró).
Tagjai:
- királyi ítélő tábla tagjai: két főpapja és bárója kivételével a kapcsolt részek és báni hivatal ítélőmesterével
- a kapcsolt részek, azaz Dalmát-, Horvát és Tótország két követe,
- az egyházi rendből a fő-, székes- és társas-káptalanok követei, 
  - akiket a prépost és a káptalanbeliek választottak – kir. adományos világi és szerzetes apátok és prépostok
  - a káptalanok 1-2 követet küldtek
- a vármegye követei, minden megyéből 2 (nemesek vagy birtokosok)
- a szabad királyi városok követei, kik azonban együtt véve csak egy szavazattal rendelkeztek
- szabad kerületek képviselői:
  - a tármezei gróf
  - a jász-kun kerület 2
  - a hajdúvárosi 2
  - a fiumei és buccari tengermelléki kerület 2-2 vagy 1-1 követe, kiket a közgyűlés, illetőleg kapitányi tanács választott;
- a főrendiházból távollevő főpapok, főurak és főúri özvegyek képviselői  (latinosan absentium ablegatus).